# Sứa Irukandji

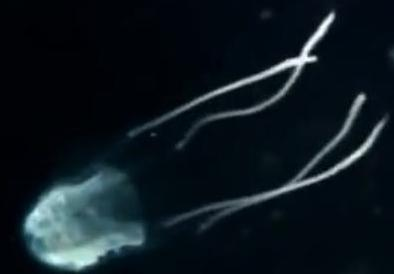
Một con sứa Irukandji

Sứa Irukandji là tên gọi chỉ chung về một nhóm nhỏ có quan hệ họ hàng với sứa hộp với khả năng có độc rất lớn. Có bốn loài trong nhóm sứa này là Carukia barnesi, Malo kingi, Alatina alata và Malo maximus. Vùng biển Queensland và Tây Úc là nơi có nhiều sứa Irukandji nhất. 

## Đặc điểm
Chúng có vũ khí là những xúc tu lợi hại. Xúc tu của chúng có thể dài tới 2,5m và chứa vô số gai để tiêm chất độc vào con mồi. Sứa Irukandji chỉ để lại vết cắn không đau, nhưng sau khoảng 30 phút, độc tố tác động thẳng lên hệ thần kinh trung ương và gây ra một số dấu hiệu được gọi là hội chứng Irukandji gồm ói mửa, ra mồ hôi, nhức đầu, đau vùng dưới của lưng, nhịp tim tăng, áp suất động mạch tăng cao, phù phổi. Các triệu chứng trên kéo dài trong vài giờ hay trong nhiều ngày và có thể gây tử vong vì suy tim.